# وسادة النوم
في التخييم، تُعدُّ حصيرة النوم أو الوسادة الأرضية أو البساط الحراري أو المرتبة الهوائية وسادة خفيفة الوزن، شائعة بين المتنزهين وحاملي الحقائب والمسافرين ذوي الميزانية المحدودة، تُستخدم غالبًا جنبًا إلى جنب مع كيس النوم. والغرض منها هو توفير تبطين وعزل حراري. تستخدم جميع الأنواع المتوفرة حاليًا الهواء كشكلها الأساسي للعزل.
في أبسط أشكالها، تتكون حصيرة النوم من مادة شبيهة بالإسفنج بسمك حوالي نصف سنتيمتر (حوالي ربع بوصة). عادة ما تكون أبعاد الوسادة بنفس طول كيس النوم وأعرض قليلاً. يمكن العثور على اختلافات طفيفة في التصميم، مثل التموج في الإسفنج، لكنها لا تؤثر بشكل كبير على الخصائص الحرارية للوسادة.
هناك اعتقاد خاطئ شائع بأن الوسائد مخصصة في المقام الأول لإنشاء منطقة نوم أو جلوس أكثر راحة. بدلاً من ذلك، الغرض الأساسي من الوسادة هو منع فقدان حرارة الجسم في الأرض أثناء النوم. عادة ما تكون المواد المستخدمة مليئة بجيوب هوائية، مما يبطئ توصيل الحرارة عبر الوسادة، حيث أن الهواء هو أحد أفضل (وأرخص) العوازل.

### الأنواع

#### المنفوخة يدوياً
تتشابه وسادة هذا النوع بشكل كبير مع المرتبة الهوائية، وتتطلب مصدر ضغط خارجي لنفخها، عادةً في شكل مضخة أو عن طريق النفخ عن طريق الفم. يقلل انتقال الهواء داخل المرتبة من كمية العزل التي توفرها. تقلل المراتب الأكثر تعقيدًا من انتقال الحرارة عن طريق تقسيم التجاويف الداخلية، أو عن طريق ملء التجاويف بمادة لحبس الهواء مثل ريش الزغب أو العزل الصناعي. تتميز الوسائد المنفوخة يدويًا بميزة توفير سمك جيد وقدر كبير من الراحة مع كونها خفيفة الوزن وقادرة على التعبئة إلى حجم صغير.

#### ذاتية النفخ
يُعدُّ هذا النوع امتدادًا للمرتبة التقليدية المنفوخة يدويًا، وهو قادر على النفخ الذاتي بسبب الإسفنج ذي الخلايا المفتوحة الذي يملأ التجويف الداخلي. لسنوات عديدة، كان هذا التصميم محميًا ببراءات اختراع مختلفة مملوكة لشركة Cascade Designs، وكانت عنصرًا غير عادي ومميزًا. ولكن منذ انتهاء صلاحية براءات الاختراع هذه، يقوم العديد من المصنّعين الآخرين الآن بإنتاج هذا النوع من المراتب وأصبحت شائعة الآن. تتميز هذه المراتب بخفة الوزن والتعبئة إلى حجم صغير، مما يجعلها شائعة بين المتنزهين والمعسكرين.

#### الإسفنج
يُستخدم الإسفنج ذو الخلايا المغلقة لإنتاج حصائر يمكن استخدامها دون الحاجة إلى أي نفخ. تُعدُّ وسائد الإسفنج ذات الخلايا المغلقة أخف وزنًا وأكثر متانة من نظيراتها ذاتية النفخ، حيث إنها مصنوعة من مواد أقل وليست عرضة للتلف الناتج عن الثقب العرضي. يمكن أيضًا تقليم العديد منها لتناسب الحجم الذي يختاره المستخدم. ومع ذلك، فهي عمومًا ليست مريحة مثل الحصائر المنفوخة يدويًا وذاتية النفخ لأنها أرق، وقد تشغل أيضًا مساحة أكبر في الحقيبة، اعتمادًا على المواد المستخدمة. تشمل الاختلافات الإسفنج المنسوج أو المشكل لزيادة الحجم غير الملفوف و/أو تغيير صلابة المرتبة. يمكن أيضًا استخدام هذا لحبس الهواء داخل التلال أو نسيج من نوع صندوق البيض.
نادرًا ما يُستخدم الإسفنج ذو الخلايا المفتوحة، على الرغم من راحته، في الهواء الطلق بسبب قدرته على امتصاص الماء (مثل الإسفنجة) وتُسحق خلاياه الهوائية أثناء الاستخدام مما يقلل من قدرته على العزل.

### تقييمات العزل
تتميز دفء حصائر النوم بقيمة المقاومة الحرارية. ولكن على عكس معيار اختبار EN 13537 لأكياس النوم والتوصيات المقبولة على نطاق واسع، تفتقر قيم المقاومة الحرارية لحصائر النوم إلى تعيين بسيط وتسمية لـ "مقدار الدفء" الذي يجب أن يتوقعه المستهلك. من خلال الجمع بين المعايير المختلفة وأبحاث المؤلفين المختلفين، يتبع ذلك مخطط تقريبي لقيمة المقاومة الحرارية مقابل درجة الحرارة:
| درجة حرارة الهواء/الأرض | قيمة المقاومة الحرارية المعيارية | قيمة المقاومة الحرارية المعيارية |
| درجة حرارة الهواء/الأرض | ذكر                              | أنثى                             |
| ----------------------- | -------------------------------- | -------------------------------- |
| 5 °م (40 °ف)            | 05                               | 06                               |
| −7 °م (20 °ف)           | 07                               | 08                               |
| −18 °م (0 °ف)           | 09                               | 10                               |
| −30 °م (−20 °ف)         | 11                               | 13                               |

كما هو الحال في EN 13537، حيث يفترض أن "الرجل القياسي" يبلغ من العمر 25 عامًا، ويبلغ طوله 1.73 مترًا ووزنه 73 كجم؛ يُفترض أن "المرأة القياسية" تبلغ من العمر 25 عامًا، ويبلغ طولها 1.60 مترًا ووزنها 60 كجم. يجب أن يوفر نظام كيس النوم والوسادة (أعلى وأسفل وجوانب) نفس قيمة العزل حول الشخص، ولكن التكلفة والحجم والوزن والراحة ونقص المعرفة غالبًا ما تدفع الأشخاص إلى تقليل قيمة المقاومة الحرارية إلى أقل من "قيمة المقاومة الحرارية الموصى بها" الشخصية. نظرًا لأن الوسادة والكيس يعملان معًا، يمكن للكيس "الأكثر دفئًا" تعويض الوسادة "الرقيقة" والوسادة "السميكة" للكيس "البارد". تتطلب الأسطح الموصلة للحرارة بدرجة عالية (مثل الخرسانة والجرانيت) عزلًا أكبر لنفس درجة الحرارة مقارنة بالأسطح الأرضية العازلة (مثل الثلج والطحالب الجافة والتربة الرخوة والخشب وما إلى ذلك). تُفقد حرارة أكبر إلى الأسفل عند النوم على المعدة مقابل النوم على الجانب (بسبب تقليل مساحة التلامس وأجزاء الجسم الأكثر برودة الملامسة). يمكن لمعظم الأشخاص "الشعور ببرودة الأرض" عند حوالي نصف "القيم الحرارية الموصى بها". تتراوح القيم الحرارية لحصائر النوم من 1 إلى أكثر من 10. فيما يلي بعض أمثلة الفئات:
| الموديل                                         | قيمة المقاومة الحرارية | السعر التقريبي |
| ----------------------------------------------- | ---------------------- | -------------- |
| وسائد النوم الشائعة                             | 00.7                   | $10            |
| وسائد رغوية مغلقة الخلايا مقاس 10 مم (3/8 بوصة) | 01.4                   | $10            |
| وسائد رغوية متقدمة                              | 03.5                   | $40            |
| وسائد ذاتية النفخ مقاس 25 مم (1 بوصة)           | 03.4                   | $70            |
| وسائد هوائية متقدمة                             | 06.0                   | $200           |
| وسائد هوائية محشوة بالريش                       | 09.0                   | $200           |